# Gombe (estado)
Gombe é um estado do nordeste da Nigéria, cuja capital é a cidade de Gombe. Foi um dos estados criados em 1996 de parte do velho Bauchi (estado) pelo governo militar de Sani Abacha. Gombe tem uma área de 20.265km² e uma população (em 2012) de 2.857.042 habitantes, dos quais aproximadamente 7,8% estão infectados com o vírus HIV.

## Divisões administrativas
Gombe é dividido em onze áreas de Governo Local. Elas são:
- Akko
- Balanga
- Billiri
- Dukku
- Funakaye
- Gombe
- Kaltungo
- Kwami
- Nafada
- Shongom
- Yamaltu/Deba

## Demografia
O estado de Gombe é povoado principalmente por hauçás. 

## Lideres
| Nome, Título                      | Tomou posse       | Deixou o cargo  | Partido |
| Joseph Orji, Administrador        | 7 de outubro 1996 | agosto 1998     | -       |
| Mohammed Bawa, Administrador      | agosto 1998       | maio 1999       | -       |
| Abubakar Habu Hashidu, Governador | 29 de maio 1999   | 29 de maio 2003 | APP     |
| Mohammed Danjuma Goje, Governador | 29 de maio 2003   | Presente        | PDP     |